# Bill Joy
William Nelson Joy (Farmington Hills, 8 de novembro de 1954), também conhecido como Bill Joy, é um cientista da computação estadunidense.
Joy co-fundou a empresa Sun Microsystems em 1982, juntamente com Vinod Khosla, Scott McNealy e Andy Bechtolsheim, e trabalhou como cientista chefe da companhia até 2003. É conhecido por ter escrito o ensaio "Why the future doesn't need us" ("Porque o futuro não precisa de nós"), onde expressa preocupação sobre o desenvolvimento de tecnologias modernas.

## Início da carreira
Bill Joy nasceu em Farmington Hills, no estado de Michigan, filho de William Joy, vice-diretor de uma escola e orientador, e Ruth Joy. Joy recebeu seu bacharelado em engenharia elétrica pela Universidade de Michigan e seu mestrado em engenharia de computação pela Universidade da Califórnia em Berkeley em 1979. O orientador de seu phd foi Bob Fabry.
Como universitário em Berkeley, Joy trabalhou no CSRG (Computer Systems Research Group) na gestão do suporte e inauguração do BSD, onde muitos afirmam que ele foi grandemente responsável por cuidar da autoria do BSD UNIX, do qual derivaram várias formas modernas de UNIX, incluindo o FreeBSD, NetBSD e OpenBSD. A Apple Inc. baseou grande parte do kernel do Mac OS X na tecnologia do BSD.
Algumas de suas mais notáveis contibuições foram o editor de textos vi e o csh. As proezas de Bill Joy como programador são lendárias, com uma anedota frequentemente contada de que ele escreveu o editor vi em um fim de semana. Joy nega essa afirmação. Os feitos de Joy são às vezes exagerados; Eric Schmidt, no tempo que era CEO da Novell, imprecisamente relatou durante uma entrevista ao documentário Nerds 2.0.1 da PBS que Joy escreveu o kernel do BSD sozinho em um fim de semana.
De acordo com um artigo do site Salon.com, durante o início da década de 1980, a Agência de Projetos de Pesquisa Avançada de Defesa (DARPA) contratou a companhia Bolt, Beranek and Newman (BBN) para adicionar TCP/IP ao Berkeley UNIX. Joy foi instruido a incluir o protocolo da BBN no Berkeley Unix, mas ele se recusou, pois tinha uma opinião negativa em relação ao TCP/IP da BBN. Então, Joy escreveu seu próprio protocolo TCP/IP de alta performance. De acordo com John Gage,
A BBN fez um grande contrato para implementar TCP/IP, mas suas coisas não funcionavam e as coisas de um estudante, Joy, funcionavam. Então eles fizeram uma grande reunião e esse estudante apareceu em uma camiseta e eles disseram, "Como você fez isso?" E ele respondeu, "É muito simples — você lê o protocolo e escreve o código."
Rob Gurwitz estava trabalhando na BBN naquela época, opõe-se a essa versão de eventos.

## Sun
Em 1982, Joy co-foundou a Sun Microsystems.
Em 1986, Joy recebeu o Prêmio Grace Murray Hopper pela ACM pelo seu trabalho no sistema operacional Berkeley UNIX.
Na Sun, Joy foi uma inspiração para o desenvolvimento do NFS, dos microprocessadores SPARC, a Linguagem de programação Java, Jini / JavaSpaces e JXTA.
No dia 9 de setembro de 2003, a Sun anunciou que Bill Joy estava deixando a companhia e que ele "está tomando tempo para considerar seu próximo movimento e não possui planos definidos".

## Atividades pós-Sun
Em 1999, Joy co-fundou uma firma de capital arriscado, HighBAR Ventures, com dois colegas da Sun: Andreas Bechtolsheim e Roy Thiele-Sardiña. Em janeiro de 2005 ele foi nomeado parceiro em uma firma de capital arriscado Kleiner Perkins Caufield & Byers, onde fez investimentos em energia sustentável. Uma vez ele disse, "Meu método é olhar para algo que parece uma boa ideia e assumir que isso é verdade".

## Preocupação com tecnologia
Em 2000, Joy ganhou notoriedade com a publicação de seu artigo na Wired Magazine, "Why the future doesn't need us", no qual ele declarou, no que alguns teriam descrito como uma posição neoludista, que ele estava convencido que os crescentes avanços em engenharia genética e nanotecnologia trariam um risco existencial para a humanidade. Ele argumenta que robôs inteligentes substituiriam a humanidade, no mínimo no domínio intelectual e social, em um futuro relativamente próximo. Ele defende uma posição de renúncia às tecnologias Genéticas, Nanotecnológicas e Robóticas, em vez de entrar em uma corrida armamentista entre os usos negativos da tecnologia (boas nano-máquinas patrulhando e defendendo contra más "Grey Goo" nano-máquinas). Muitos de seus argumentos foram endereçados por Ray Kurzweil e por outros.
Uma discussão de bar dessas tecnologias com o inventor e pensador de singularidade tecnológica Ray Kurzweil começou a levar adiante seu pensamento. Ele declara em sua composição que durante a conversa, ele ficou surpreso que outros cientistas sérios estavam considerando aquelas possibilidades como verossímeis, e ainda mais impressionado pelo que ele sentiu ser falta de consideração das contingências. Após trazer o assunto a tona com outros conhecidos, ele declarou que ficou ainda mais preocupado pelo que ele sentiu ser o fato de que, embora muitas pessoas consideravam essas futuras possibilidades prováveis, poucos deles compartilhavam uma séria preocupação com os perigos da mesma forma que ele os via. Essa preocupação o levou a um exame a fundo do caso e da posição de outros na comunidade científica e, eventualmente, às suas atuais atividades em relação a isso.
Apesar disso, ele é um investidor de risco, investindo em companhias de tecnologia GNR (genética, nanotecnologia e robótica). Ele também levantou um fundo especial destinado a perigos de pandemias, como a H5N1 Gripe aviária e armas biológicas.